# Rejon ostrogski
Rejon ostrogski (ukr. Острозький район) – dawna jednostka administracyjna wchodząca w skład obwodu rówieńskiego Ukrainy.
Siedzibą władz rejonu było miasto Ostróg.
Zlikwidowany w 2020 roku w ramach reformy decentralizacyjnej. Jego ziemie weszły w skład nowego rejonu rówieńskiego.

## Spis miejscowości
- Badówka (Бадівка)
- Batkowce (Батьківці)
- Białaszów (Білашів)
- Bołotkowce (Болотківці)
- Brodowskie (Бродівське)
- Brodów (Бродів)
- Bucharów (Бухарів)
- Bubniwka (Бубнівка)
- Chorów (Хорів)
- Chrenów (Хрінів)
- Czerniachów (Черняхів)
- Daniłówka (Данилівка)
- Derewiańcze (Дерев'янче)
- Dubiny (Дубини)
- Eliaszówka (Ілляшівка)
- Haj (Гай)
- Hremiacze[3] (Грем'яче)
- Hroziw (Грозів)
- Krajów (Країв)
- Kurhany (Кургани)
- Kuraż (Кураж)
- Kutianka (Кутянка)
- Lebiedzie (Лебеді)
- Luczyn (Лючин)
- Michałkowce[4][5] (Михалківці)
- Międzyrzecz (Межиріч)
- Milatyn (Милятин)
- Mohylany (Могиляни)
- Moszczanica (Мощаниця)
- Mychajliwka (Михайлівка)
- Nowomalin (Новомалин)
- Noworodczyce (Новородчиці)
- Ożenin (Оженин)
- Płoska (Плоске)
- Poczapki (Почапки)
- Posywa (Посива)
- Prykordonne (Прикордонне)
- Radużne (Радужне)
- Rozważ[6] (Розваж)
- Sadki[7] (Садки)
- Sijańce (Сіянці)
- Słobódka (Слобідка)
- Stadniki (Стадники)
- Szlach (Шлях)
- Teremne (Теремне)
- Tesów (Тесів)
- Toczewiki (Точевики)
- Ukrajinka (Українка)
- Wielbowne (Вельбівно)
- Wierzchów (Верхів)
- Wilia (Вілія)
- Wisienki (Вишеньки)
- Wołoskowce (Волосківці)
- Zawidów (Завидів)
- Zawizów (Завизів)